# Gonzalo Alfredo Ontiveros Vivas
Gonzalo Alfredo Ontiveros Vivas es un sacerdote tachirense que fue nombrado vicario apostólico del Caroní, en Venezuela.

## Biografía

### Primeros años y formación
Gonzalo Alfredo nació el 5 de diciembre de 1968, en El Valle de Capacho, pueblo del Estado Táchira, Venezuela.
Realizó sus estudios primarios en sus pueblo natal, y desde pequeño quiso ser sacerdote es por ello que su familia lo envió a estudiar la secundaria el seminario menor Santo Tomas de Aquino en Palmira. Estado Táchira y al terminar la misma y siguiendo su vocación terminó su formación filosófica y teológica en el Seminario Mayor de Santo Tomás de Aquino, en la misma ciudad.

### Sacerdocio
Se ordenó como presbítero el 14 de agosto de 1993 para la diócesis de San Cristóbal de Venezuela. 
Tras su ordenación presbiteral ocupó los siguientes cargos: 
- Vicario parroquiall de San José Obrero (1993)
- Párroco de San José de la Fundación (1993 - 1994)
- Capellán militar de la Batería de Defensa Antiaérea 2103 de Pregonero (1993 - 2004)
- Capellán Militar del Batallón 205 Ingenieros de Combate (1994 - 1997)
- Capellán militar de la Escuela Superior Militar de Jáuregui (2004 - 2007)
- Capellán militar en DICOMAE - Dirección de Construcción y Mantenimiento del Ejército (2007 - 2012)
- Miembro del equipo formador del Seminario Diocesano Santo Tomas de Aquino y profesor en IUESTA - Instituto Universitario Eclesiástico Santo Tomás de Aquino (2007 - 2008)
- Rector del Seminario Mayor Diocesano Santo Tomás de Aquino y Secretario del IUESTA (2008 - 2012)
- Desde 2009 es Coordinador del equipo diocesano para el diaconado permanente.
- Desde 2015 Capellán militar en DICOMAE
- Vicario parroquial de San Juan Bosco, en Táriba.
- Miembro del Colegio de Consultores, así como de la Comisión Diocesana para cuestiones morales del clero
- Desde 2021 coordinador adjunto del equipo encargado de preparar el centenario de la diócesis.

## Episcopado

### Obispo del Vicariato Apostólico de Caroní
El 27 de abril de 2021, el Papa Francisco lo designó VII obispo del Vicariato Apostólico de Caroní.
Fue consagrado el sábado 26 de junio del mismo año, en la Iglesia Jesucristo sumo y Eterno Sacerdote del Seminario Diocesano Santo Tomás de Aquino; a manos del obispo de San Cristóbal, Mario Moronta. Sus co-consagrantes fueron el Obispo Auxiliar de San Cristóbal, Juan Alberto Ayala Ramírez y el Arzobispo emérito de Mérida, Luis Alfonso Márquez Molina. 
Tomó posesión canónica, el 20 de julio del mismo año.